# Xi Piscium
Xi Piscium (111 Piscium) é uma estrela na direção da constelação de Pisces. Possui uma ascensão reta de 01h 53m 33.34s e uma declinação de +03° 11′ 14.9″. Sua magnitude aparente é igual a 4.61. Considerando sua distância de 191 anos-luz em relação à Terra, sua magnitude absoluta é igual a 0.78. Pertence à classe espectral K0III SB.